# Secuia, Vaslui
Secuia (în maghiară Székelyfalu) este un sat în comuna Muntenii de Jos din județul Vaslui, Moldova, România.
 Acest articol despre o localitate din județul Vaslui este deocamdată un ciot. Puteți ajuta Wikipedia prin completarea lui.